# Sibila da Borgonha, Rainha da Sicília
Sibila de Borgonha (em francês:  Sibylle de Bourgogne; 1126 — Salerno, 19 de setembro de 1150) foi rainha consorte da Sicília como a segunda esposa de Rogério II. Ela era filha de Hugo II, Duque da Borgonha e de Matilde de Mayenne.

## Família
Seus avós paternos eram Odo I, Duque da Borgonha e Sibila da Borgonha. Seus avós maternos eram Gautier II de Mayenne e Adelina.
Sibila era a terceira filha e oitava criança de seus pais. Entre seus onze irmãos estavam: Clemência, esposa de Godofredo III, senhor de Donzy; Odão II da Borgonha, sucessor do pai; Roberto e Henrique, ambos bispos de Autun, na Borgonha; Raimundo, conde de Grignon, casado com Inês de Thiern; Matilde, casada com Guilherme VII de Montpellier, etc.

## Biografia
Sibila se casou com o rei Rogério II em 1149. Ele era filho de Rogério I da Sicília e de Adelaide del Vasto. Anteriormente ele havia sido marido de Elvira de Castela, que lhe deu filhos. 
A rainha deu à luz Henrique em 29 de agosto de 1149, que morreu jovem, e depois teve um filho sem nome, nascido em 16 de setembro de 1150, e morreu de complicações do parto, no dia 19 de setembro.
Foi enterrada na Abadia da Santíssima Trindade de Cava de' Tirreni.
Após sua morte, o rei se casou com Beatriz de Rethel.